# Peter Neustädter
Peter Neustädter (in russo Пётр Нейштетер?, Pëtr Nejšteter; Kara-Balta, 16 febbraio 1966) è un ex calciatore kazako di origine tedesca, di ruolo difensore.

## Carriera

### Club
Durante la sua carriera ha giocato con numerose squadre di club, tra cui principalmente con il Magonza.

### Nazionale
Conta 2 presenze con la Nazionale kazaka: furono entrambe giocate nel 1996 in incontri validi per le qualificazioni alla Coppa d'Asia 1996; esordì il 14 giugno contro il Qatar, mentre il suo secondo incontro fu disputato una settimana dopo contro la Siria

## Statistiche

### Cronologia presenze e reti in Nazionale
| Cronologia completa delle presenze e delle reti in nazionale ― Kazakistan | Cronologia completa delle presenze e delle reti in nazionale ― Kazakistan | Cronologia completa delle presenze e delle reti in nazionale ― Kazakistan | Cronologia completa delle presenze e delle reti in nazionale ― Kazakistan | Cronologia completa delle presenze e delle reti in nazionale ― Kazakistan | Cronologia completa delle presenze e delle reti in nazionale ― Kazakistan | Cronologia completa delle presenze e delle reti in nazionale ― Kazakistan | Cronologia completa delle presenze e delle reti in nazionale ― Kazakistan |
| Data                                                                      | Città                                                                     | In casa                                                                   | Risultato                                                                 | Ospiti                                                                    | Competizione                                                              | Reti                                                                      | Note                                                                      |
| ------------------------------------------------------------------------- | ------------------------------------------------------------------------- | ------------------------------------------------------------------------- | ------------------------------------------------------------------------- | ------------------------------------------------------------------------- | ------------------------------------------------------------------------- | ------------------------------------------------------------------------- | ------------------------------------------------------------------------- |
| 14-6-1996                                                                 | Almaty                                                                    | Kazakistan                                                                | 1 – 0                                                                     | Qatar                                                                     | Qual. Coppa d'Asia 1996                                                   | -                                                                         | 55’                                                                       |
| 21-6-1996                                                                 | Damasco                                                                   | Siria                                                                     | 2 – 0                                                                     | Kazakistan                                                                | Qual. Coppa d'Asia 1996                                                   | -                                                                         |                                                                           |
| Totale                                                                    |                                                                           | Presenze                                                                  | 2                                                                         |                                                                           | Reti                                                                      | 0                                                                         |                                                                           |

## Palmarès

### Club
- Campionati sovietici: 1

Dnipro: 1988
- Supercoppa dell'URSS: 1

Dnipro: 1988